# Dolmen de Guidfosse
Le dolmen de Guidfosse ou (Guidefosse, Guidfoss), dénommé aussi En er Huennou d'Endiass est un dolmen situé à Plouray, dans le Morbihan en France.

## Localisation
L'édifice est situé à environ, à vol d'oiseau, 420 m au nord du hameau de Guidfosse et 500 m au sud du hameau de Tourlaouën.

## Historique
Le dolmen est classé au titre des monuments historiques par arrêté du 21 septembre 1978.

## Description
L'édifice est un dolmen simple. La chambre est délimitée par six orthostates, les côtés nord et sud étant parallèles. Les dalles les plus petites sont situées à l'extrémité est délimitant l'ouverture. La chambre mesure intérieurement 2,5 × 1,8 m. L'ensemble est recouvert d'une unique dalle de couverture. Toutes les dalles sont en granite.